# Державний переворот у Туреччині (1971)
Державний переворот у Туреччині (1971) — події, пов'язані з військовим втручанням армійської еліти Туреччини, які потягли за собою насильницьку зміну державної влади та зміщення прем'єр-міністра країни Сулеймана Деміреля 12 березня 1971 року, який обіймав цю посаду після виборів 1965 року. Традиційно у турецькій історіографії він називається «військовим меморандумом 12 березня» (тур. 12 Mart Muhtırası) або «меморандумним переворотом».

## Причини, передумови, ідеологічні умови
Переворот 1971 року в Туреччині пройшов спокійніше, ніж попередній акт насильницької зміни державної влади 1960 року, попри те, що загальна ситуація в країні була значно напруженішою, ніж 1960 року. Цей путч пройшов на тлі суттєвого загострення внутрішньополітичної та економічної кризи в країні.
Затяжна економічна рецесія в країні, багато в чому пов'язана з припиненням субсидування з боку західних фондів, спричинила вуличні заворушення та масові демонстрації широких верств населення Туреччини, рівень добробуту яких різко знизився навіть порівняно з початком 1960-х років, коли невдоволення людей також викликали економічні чинники. Кінець 1960-х років у Туреччині пройшов в атмосфері фактично безперервного ідеологічного і силового протистояння ліворадикальних громадських рухів студентів і робітників з бойовими угрупованнями ісламістів і націоналістів. Багато лівих громадянських активістів регулярно нападали на фінансові установи країни, викрадали людей, у свою чергу, представники воєнізованого молодіжного угрупування «Сірі вовки», заснованого організатором путчу 1960 року Алпарсланом Тюркешем, також чинили акти насильства і грабунки. На тлі посилення соціальної та політичної кризи Сулейман Демірель, переобраний 1969 року від Партії справедливості, мусив маневрувати, пропонуючи протиборчим сторонам варіанти компромісу, що також додавало йому труднощів, оскільки супротивники їх систематично відкидали. Очолювана ним політична сила з часом утрачала більшість у меджлісі, що призводило до блокування законодавчої кризи в країні і назрівання юридичного хаосу.
На початку 1970 року кількість актів насильства істотно зросла. Університети Туреччини фактично припинили працювати, оскільки революційно налаштовані бригади, сформовані переважно зі студентів середнього класу і бідних верств населення, здійснювали регулярні напади на банки та державні відомства, викрадали співробітників американських служб, погрожували революційними змінами. У цих умовах турецьке військове керівництво зіткнулося із загрозою комунізації Туреччини «знизу», що й стало каталізатором активних антидержавних дій. Передумовою путчу 1971 року також були ускладнення у стосунках між СРСР і США і черговим витком ідеолого-політичної боротьби між двома системами за сфери впливу.
У той же час націоналістичні бригади «Сірих вовків», які набрали сили в другій половині 1960-х років, також приступили до агресивних дій, публічно заперечуючи культурно-моральні цінності кемалізму, негативно відгукуючись про Ататюрка і сповідуючи реваншистські настрої, що провокувало активну протидію з боку кемалістських громадських угруповань. На початку 1971 року інтенсифікувався страйковий рух, що призвело до тривалих страйків та перерв у діяльності більшості прибуткових промислових підприємств у великих індустріально розвинених містах Туреччини. Зокрема, від початку січня до початку березня 1971 року майже на всіх значущих фабриках у країні зупинився виробничий процес. Почастішали напади на професорів, що підтримували державну ідеологію націоналістичного ісламізму. В цей час на перший план вийшла нова радикальна політична сила — Партія національного порядку (ПНП), заснована 26 січня 1970 року політичним та науковим діячем Неджметтіном Ербаканом, яка виступила з публічною критикою спадщини Кемаля Ататюрка, що викликало гнів і роздратування багатьох представників військово-політичної еліти країни. Між тим ПНП, яка відкрито виражала в медійному просторі крайній націоналізм, що межує з неофашизмом, у середині 1970 року змогла залучити у свої лави порівняно багато прихильників, переважно тих, чиє матеріальне становище погіршилося через тривалу економічну кризу. Таким чином, створена на початку 1970 року Партія національного порядку стала ідеологічною противагою комуністичним групам, вплив яких також зростав. У цей час уряд Деміреля, ослаблений тривалим протистоянням між ліворадикальними і праворадикальними силами, виглядав паралізованим і фактично розписався у власній нездатності придушити вуличні акції протесту і студентські заворушення, а також напади на заміські будинки академічних діячів, які ідеологічно підтримували керівний режим. У цих умовах угруповання військових вирішило втрутитися в політичні процеси і відновити порядок у країні.

## Хід перевороту. Меморандум військових
12 березня 1971 року начальник Генерального штабу Туреччини Мемдух Таджмач вручив прем'єр-міністру Сулейману Демірелю меморандум від імені збройних сил республіки, який фактично означав ультиматум, невиконання умов якого загрожувало прем'єру серйозними наслідками аж до втрати владних повноважень. Однією з ключових вимог, обумовлених у меморандумі, було формування сильного уряду, що викликає довіру широких веществ населення у контексті демократичних принципів, який зможе зупинити ситуацію наростання анархії, керуватиметься поглядами Ататюрка і втілюватиме в життя необхідні реформи згідно з духом конституції. У меморандумі також сказано про необхідність покласти край анархії, братовбивчій війні та соціально-економічній кризі, яка провокує масові заворушення і бродіння. У разі, невиконання умов меморандуму, армія зобов'язалася «скористатися своїм конституційним правом» і перейняти владу. Сулейман Демірель прийняв меморандум і пішов на нараду з представниками свого кабінету, однак після тригодинного обговорення ситуації прем'єр-міністр відхилив запропоновані умови. Як наслідок, Сулеймана Деміреля в цей же день відсторонено від влади.

## Мотиви перевороту
Ймовірно, на рішення Деміреля відхилити меморандум вплинула позиція ветерана турецької політики Ісмета Іненю, який регулярно виступав категорично проти будь-якого, навіть превентивного втручання військових у справи громадянського управління. Рішення військових сил втрутитися в процес управління продиктоване насамперед тим, що кемалистські налаштована армійська еліта країни усвідомлювала слабкість Деміреля і його нездатність зупинити процес політичного хаосу. Також складання меморандуму пов'язане з різким зростанням агресивного антикемалізму серед ісламістських націоналістів наприкінці 1960-х років. З іншого боку, армійці не хотіли нести відповідальність за можливі насильницькі заходи, які уряд Деміреля міг ужити в разі приборкання масових заворушень і безперервного страйку робітників. Зокрема, сили правопорядку, підлеглі уряду, у червні 1970 року жорстко придушили масову демонстрацію протесту стамбульських робітників, що не сподобалося військовому керівництву. Також військові сили країни в цілому негативно ставилися до зростання революційного марксистського руху. Ще одним фактором впливу було те, що авторитетні військові діячі Туреччини вважали, що важливі соціально-економічні реформи, намічені після військового путчу 1960 року, так і не реалізовано. Деяка частина військових офіцерів також були переконаними противниками демократичної системи, щиро вважаючи, що в рамках ліберального державного устрою неможливий прогрес, а навпаки, система авторитарного правління зможе забезпечити існування вільної і сучасної Туреччини на основі взаємоповаги і справжньої рівноправності.
Різні політичні угруповання передбачали новий путч, але покладали на нього різні надії. Зокрема, представники ліберального крила турецької інтелігенції вважали, що після втручання військових у справи держави реформування піде радикальним шляхом згідно з поглядами командира ВПС Туреччини Мухсіна Батура, який брав участь у підготовці меморандуму. Батур позиціював себе як прихильник ідеології організаторів державного перевороту 1960 року. Їхні надії розбились, коли виявилося, що угруповання військових узяло владу зокрема й під впливом комуністичної загрози. Також виникли чутки з приводу того, що група старших офіцерів пішла на складання меморандуму, щоб запобігти іншому путчу, який готувала група молодших офіцерів; такі припущення підтвердилися після того, як після подій 12 березня 1971 року частина офіцерського складу пішла у відставку.
Однією з головних цілей, задекларованих путчистами, було «відновлення закону і порядку»; на практиці це означало, що після втручання військових у державні процеси почнуться переслідування лівого інакомислення. Вже в день військового втручання генеральний прокурор Туреччини ініціював кримінальне переслідування Робітничої партії Туреччини, звинуваченої в поширенні комуністичної пропаганди і підтримки курдського сепаратизму. Також прокуратура республіки вжила заходи для закриття всіх груп, що входили до складу Революційної молодіжної федерації Туреччини (тур. Devrimci Gençlik), заснованої 1965 року, яка сповідувала ідеологію марксизму-ленінізму. Цю федерацію прокуратора країни звинуватила в розпалюванні студентських хвилювань і зриві навчального процесу. Незабаром після 12 березня органи правопорядку провели обшуки в кабінетах викладачів вузів, запідозрених у симпатіях до марксизму, а також обшуки в кабінетах студентських об'єднань, які нерідко закінчувалися конфіскацією знайдених матеріалів і затриманням членів цих об'єднань. Націоналістичні організації, такі як «Серця ідеалістів» (радикальна молодіжна гілка Партії національного порядку), за негласної підтримки нової влади, розпочали цілеспрямовані систематичні переслідування комуністичних активістів.

## Формування уряду Еріма
Військові, які після усунення Деміреля зосередили в своїх руках владні повноваження, не зважилися самостійно зайняти керівних посад у країні, щоб уникнути проблем, з якими зіткнулася грецька хунта. У військових був вибір: правити країною за допомоги меджлісу, в якому більшість належала партіям, які сповідували консервативні погляди, або ж сформувати «надпартійний» уряд, який мав взяти на себе здійснення намічених реформ, а самі військові воліли б роль «сірих кардиналів». У підсумку військова рада ухвалила рішення формувати громадянський уряд, на чолі якого 19 березня 1971 року поставлено професора Ізмаїла Ніхата Еріма, представника Партії справедливості. Також підтримала переворот найконсервативніше налаштована частина Республіканської народної партії, представники якої увійшли до складу нового уряду. Зокрема, путч підтримав Ісмет Іненю, однак генеральний секретар РНП Бюлент Еджевіт виступив категорично проти військового втручання і залишив посаду. Зміщений Сулейман Демірель закликав свою партію змиритися зі сформованим станом справ і не став закликати своїх прихильників до організації опору. Ніхат Ерім сформував технічний кабінет міністрів з метою втілення в життя соціально-економічних реформ, розроблених кемалістською військовою елітою, яка організувала переворот. Його режим прагнув дотримати рівновагу між протиборчими сторонами — цивільною владою і військовою елітою, що, в цілому, вдалося лише на півтора року, після чого країну накрила нова хвиля насильства, ініціатором якого стала Турецька партія народного визволення.

## Політичні процеси. Акції протесту. Репресії з боку НРО
Після 1971 року політична діяльність на новому етапі активізувалася, проте всі заплановані реформи фактично відклали. У країні запанував відносний спокій, який тривав до 1973 року, коли виникли нові хвилі насильства. Турецька партія народного визволення розпочала організовувати напади на банки і викрадення людей, які так чи інакше сповідували ідеологію ісламістського націоналізму. Країною поширювалися чутки про участь у цих диверсіях представників молодшого офіцерства. Для запобігання подібного роду бандитським акціям 27 квітня 1971 року в 11 ілах з 67 оголосили воєнний стан. Він поширювався на великі міські зони й області, населені переважно курдським населенням. 17 травня 1971 року викрадено ізраїльського консула, внаслідок чого урядові структури вирішили діяти активно, і сотні лівих активістів, представників студентських організацій, профспілок, молодих академічних діячів, а також учасники суспільних груп, які розділяли ліберально-прогресивні погляди, затримали, піддали тортурам; частина з них зникла безслідно. Консула Ізраїлю застрелено через кілька днів після того, як військова влада для приборкання нової хвилі анархічного хаосу оголосила в країні денну комендантську годину.
Протягом наступних двох років конфлікт між протиборчими групами тривав, а військове положення оголошувалося що два місяці. У цій ситуації головну роль почала відігравати Національна розвідувальна організація Туреччини, яка, запобігаючи революційно-диверсійній діяльності громадських радикальних активістів, перетворила Віллу Чивербей на місце масових тортур і психологічного впливу на затриманих. Представники силових структур Контргерильї, які діяли у рамках антирадянської операції «Гладіо», брали участь у допитах затриманих активістів лівих, а до процедури дізнання залучалися фахівці з ЦРУ, які з'явилися в Туреччині після перевороту 1971 року. Внаслідок діяльності НРО вбито або серйозно поранено кілька сотень представників громадських організацій, які проводили масові протести і напади на банки. Однією з жертв тортур був турецький журналіст, автор низки незалежних розслідувань, Угур Мумджу, якого заарештували й піддали тортурам; за його словами, його мучителі хвалилися перед ним, що навіть президент не може їх чіпати.
У квітні 1972 року, після розправ над лівими активістами, Ферріт Мелен, який був мало відомим турецькому суспільству і не справляв особливого враження, обійняв прем'єрську посаду. Незабаром він пішов у відставку, не відзначившись нічим особливим на цій посаді, а після нього посаду голови уряду обійняв банкір і підприємець Мехмет Наїм Талу, чиїм головним завданням було забезпечити порядок у країні до проведення виборів. До 1973 року режим, чия безпека гарантувалася військовиками, фактично виконав більшість своїх політичних і соціально-економічних завдань і взяв ситуацію в країну під відносний контроль. У Конституцію внесено зміни, які посилили позиції держави проти організацій громадських активістів, що викликало деякі протести, але вони швидко зійшли нанівець через те, що більшість організаторів протестних акцій або репресовано співробітниками НРО, або деморалізовано.

## Публікації
- Енвер Алтайли. Важкий шлях до свободи. Рузі Назар: від Червоної армії до ЦРУ (Вид. «Hurst and Company», Лондон, 2017. Публікація в мережі Інтернет)